# Thelyphonus grandis
Espèce
Thelyphonus grandis est une espèce d'uropyges de la famille des Thelyphonidae.

## Distribution
Cette espèce est endémique de Bornéo.

## Description
La femelle holotype mesure 46 mm.

## Publication originale
- Speijer, 1931 : Bemerkungen über Pedipalpi. Zoologische Mededelingen, vol. 14, p. 79-88 (texte intégral).